# Arabian Nights (videogioco)
Arabian Nights è un videogioco a piattaforme bidimensionale uscito nel 1993 per Amiga. Il gioco è stato originariamente pubblicato su due floppy disk, ma in seguito divenne disponibile su CD per la versione Amiga CD32.
Venne molto apprezzato dai revisori della rivista CU Amiga (90%) e della rivista Amiga Joker (83%) e di diverse riviste italiane, tutte con giudizi superiori all'80%.

## Trama
Nel gioco si controlla l'eroe Sindbad junior, un semplice giardiniere (per la precisione aiuto assistente di seconda classe del giardiniere capo) testimone involontario del rapimento della principessa Leila - di cui è innamorato - da parte di un demone. Sindbad cerca di salvare la ragazza, ma finisce per cadere a terra svenuto. Rinviene in carcere, accusato di stregoneria e del rapimento della stessa fanciulla che ha cercato di salvare.

### Il sotterraneo
Ritrovandosi in carcere il giovane trova un forziere in cui c'è la chiave della propria cella, da cui fugge. Esplorando la pericolosa prigione - piena di trabocchetti, acidi, fiamme e guardiani armati di grosse sciabole - farà conoscenza di un altro prigioniero che, in cambio della liberazione dalle catene che lo tenevano appeso al soffitto gli offrirà un passepartout che lo condurrà fuori dalle segrete. Per liberarlo Sindbad junior si procurerà un "serpente rigido" da un incantatore di serpenti incontrato in una delle celle, usandolo a modo di manovella nell'ingranaggio che tiene sospese le catene dov'era appeso il prigioniero. Continuando l'esplorazione della prigione il giovane giardiniere trova, con l'ausilio di una pozione magica detta Labirinto del Genio, l'uscita alla fine di una lunga scalinata, chiusa da un muretto di fragili pietre.

### La foresta
Una volta uscito Sindbad junior cercherà l'amata in un bosco stregato, dove tra varie insidie trova ad aiutarlo la tartaruga Bruce, che in cambio di denaro gli farà scavare un accesso lungo la collina, e un'anziana signora che abita nel bosco che si offre di preparargli una maglia, a patto di portarle la lana necessaria. Il ragazzo, grazie alle lacrime di una guardia doganale tramutata in orso raccolte nel ditale della signora, si procurerà una spoletta di lana magica, con la quale l'anziana donna realizzerà involontariamente un tappeto volante, facendo esplodere la sua stessa abitazione.

Preso il tappeto magico e in cerca di una fuga dal bosco stregato, Sindbad finirà nelle viscere della terra, dove l'attende un pericoloso mostro che lo aggredirà lanciandogli enormi massi o scatenando terremoti. Solo sconfiggendolo il prode Sindbad riuscirà a lasciare questa terra inospitale, volando via sul suo tappeto magico.

### Livello in volo
Nemmeno il volo si dimostrerà privo di insidie: viene aggredito infatti dalle guardie (anche loro in aria grazie a mongolfiere, bici-elicotteri o palloncini attaccati alla cinta), bombardato da pecore lanciategli dal basso e da galeoni volanti.

### Il galeone
Salito su un galeone, il ragazzo affronta i pericoli a bordo della nave: mine autoesplosive, cannoncini, polipi, anguille e pericolose punte metalliche. Giunge alle cucine, dove incontra il cuoco (un granchio) che in cambio di cinque pesci (da sottrarre ad altrettanti polipi) gli preparerà una pozione in grado di trasportarlo fuori dalla nave. Fortunatamente l'ultimo pesce è un pesce Turji, avente proprietà magiche: grazie ad esso infatti Sindbad sarà in grado di respirare anche sott'acqua.

Una curiosità: il doganiere questa volta si trova sott'acqua.

### Gli abissi
Una volta uscito dal galeone grazie a un grosso tappo, il giovane eroe si troverà a dover affrontare i pericoli subacquei. In questo livello Sindbad non potrà far uso della sua spada, in quanto avrà le mani occupate a nuotare. Qui incontrerà meduse, mazze rotanti, anguille elettriche e teschi che lo attaccheranno, e per sfuggire loro dovrà infilarsi in un dedalo di condotte subacquee, mentre gli saranno utili gli stivali di immersione in grado di farlo camminare sul fondale. Nel suo peregrinare giungerà infine in un'ampia cavità dove ad attenderlo sarà un temibile pesce palla, in grado di lanciare aculei dalla sua pelle. A ciò si aggiunge la presenza di grosse bolle capaci di trasportare Sindbad al soffitto, irto di pericolose punte.

### Corsa di carri
Sconfitto il pesce palla, il giovane si trova a dover correre in una miniera in una sorta di gara contro un carrello vuoto. Qui i pericoli sono lame rotanti e binari elettrificati, ancor più rischiosi se si perde il carrello (finendo per errore sulle calamite che bloccano le ruote). Giunto alla fine una bandiera a scacchi bianchi e neri segna il traguardo.

### Miniere di diamanti
Ancora bloccato nella miniera, stavolta Sindbad dovrà trovare una via di fuga, tra mazze e seghe rotanti, grossi minatori e punte acuminate. Solo alla fine della galleria troverà un diavolo e il suo figlioletto Lil' bob, contro cui dovrà battersi facendo cadere l'acqua dalle condutture sul soffitto.

### L'approccio
Ucciso il demone, Sindbad riprende il volo alla ricerca della fanciulla rapita, affrontando di nuovo i nemici di prima, che si sono fatti ancora più agguerriti, mentre a fine livello il grande demone rosso che ha rapito la principessa si ripresenta per affrontare Sindbad junior in uno scontro aereo.

### La foresta di ghiaccio
Sconfitto il mostro, il ragazzo deve correre a salvare la bella principessa in un palazzo ghiacciato, pieno di bombe autoesplosive e di aggressivi omini di neve, mentre l'ostile ambiente lo metterà in difficoltà col pavimento scivoloso, mazze rotanti, mascheroni che sputano palle di neve e la presenza di stalattiti di ghiaccio che cadono dal soffitto. Nel palazzo il ritrovamento di una fiamma ossidrica gli permetterà di proseguire, fondendo il ghiaccio che ostruiva l'accesso ad alcuni ambienti, un paio di ramponi con cui camminare sul ghiaccio senza scivolare, la Spada del potere, capace di colpire anche a distanza, e gli stivali di velocità. Alla fine dell'esplorazione Sindbad dovrà vedersela col vero artefice di tutto, il potente mago che ha guidato il demone a catturare la principessa.

Sconfitto anche quest'ultimo nemico, Sindbad junior libera Leila, con la quale può finalmente scambiarsi un meritato bacio.

## Modalità di gioco
Il gioco conta 9 livelli consequenziali e separati dalla presenza di un doganiere che chiude il resoconto del livello concluso, acquistando dal giocatore tutti gli oggetti trovati nel gioco, ad esclusione del tappeto magico.
Il gioco ha inizio nelle prigioni, dove bisogna affrontare i carcerieri e svariate trappole per raggiungere la via d'uscita e, attraverso nove tappe, si raggiungono nove ambienti diversi. In tutti i livelli è presente un suggerimento interfacciale in forma di lampadina sulla testa del personaggio, attivabile premendo la barra spaziatrice, che fornisce indizi o avvertimenti di qualche vicino pericolo.
Lungo i diversi livelli sono presenti molteplici porte segrete alle quali si può accedere accovacciandosi nel punto giusto e premendo il pulsante dell'attacco. Tali accessi sono solitamente una porta o un piccolo tunnel sulla grafica dello sfondo e conducono la maggior parte dei casi a depositi di monete della valuta dei livelli, che cambia in ciascuno di questi. Ad esempio nel primo livello - la prigione - la valuta è in gemme, nel secondo livello - la foresta - è in monete e così via. Il denaro accumulato sarà utile ad acquistare diversi articoli chiave da parte di personaggi secondari lungo il percorso, oggetti necessari per proseguire il livello
Il cambiamento della modalità di gioco a volte è significativo, ad esempio in due livelli si devono affrontare i nemici su un tappeto volante, sparando loro, mentre nel livello della miniera si effettua una gara su un carrello attraverso le gallerie.
Nella schermata della dogana, dove viene effettuato il resoconto finale del livello, alle spalle del protagonista si può vedere un poster rappresentante un cane che ringhia e la scritta Rabies (rabbia).